# Mary Poppins (muzikál)
Mary Poppins je britský muzikál, který byl poprvé uveden v roce 2004 v Londýně na námět pocházející z knih britsko-australské spisovatelky Pamely Lyndon Traversové a stejnojmenného hollywoodského filmu studia Walta Disneye z roku 1964. Od roku 2010 ho mělo v České republice na repertoáru Městské divadlo Brno, které ho uvedlo jako první divadlo v České republice.

## Muzikál ve světě
Tento muzikál měl premiéru v Londýně roku 2004 v Prince Edward Theatre. Tato premiéra měla obrovský úspěch. Dalším městem měl být New York – zde bylo nutné najít scénu, která by technicky vyhovovala. Nakonec se ukázalo jako nejlepší New Amsterdam Theatre. Když se dělala tato inscenace podruhé, mohli tvůrci provést jisté změny. Tentokrát se však podařilo sladit jak americké, tak anglické provedení.

## Děj
Příběh se odehrává v Londýně v průběhu 19. století. Hlavní hrdinkou je Mary Poppinsová, která se zjeví na přání malých dětí Banksových, kterým rodiče nevěnují žádnou pozornost. Tato dokonalá vychovatelka disponující mnoha kouzelnými vlastnostmi prozáří jejich dětský svět hravostí a fantazií a zcela převrátí přísný řád Banksovic domu natolik, že nakonec dokáže proměnit i samotné rodiče.

## Brněnská inscenace

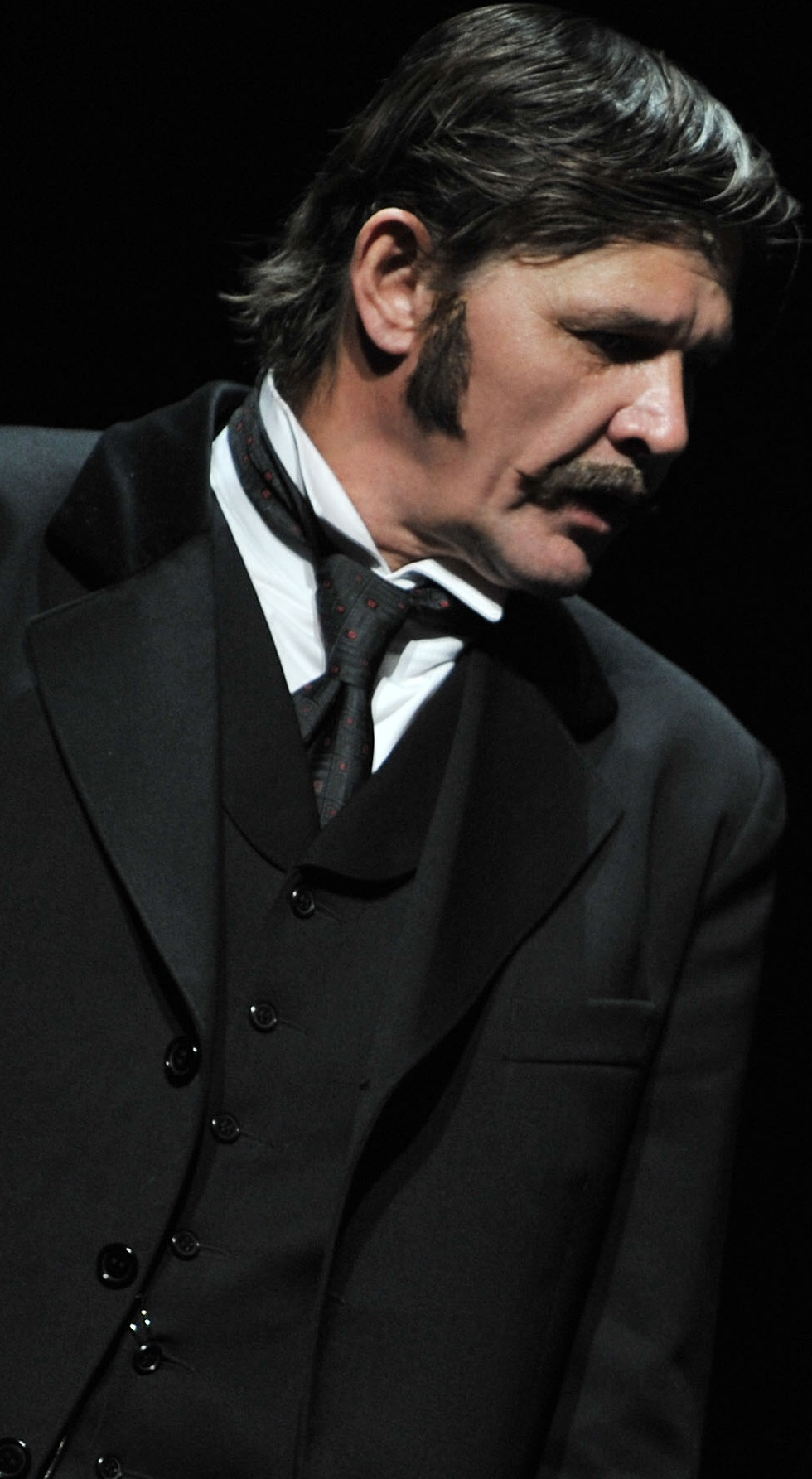
Georg Banks (Martin Havelka)

Tento muzikál mělo na repertoáru od 20. listopadu 2010 Městské divadlo Brno, stalo se tak teprve 6. divadlem světa, kterému byla pro uvádění tohoto muzikálu exkluzivně povolena licence. Délka představení je 2 hodiny 50 minut s jednou dvaceti minutovou přestávkou.

### Účinkující
Většina rolí je alternována.
| Alena Antalová, Radka Coufalová, Ivana Vaňková nebo Johana Gazdíková                                        | Mary Poppins  |
| Dušan Vitázek nebo Denny Ratajský                                                                           | Bert          |
| Martin Havelka nebo Milan Němec                                                                             | Georg Banks   |
| Lenka Janíková, Hana Štěpánová, Hana Horká nebo Hana Kovaříková                                             | Paní Corryová |
| Jana Musilová nebo Markéta Sedláčková                                                                       | W. Banksová   |
| Zdena Herfortová nebo Monika Světnicová                                                                     | Paní Brillová |
| Tomáš Sagher nebo Lukáš Vlček                                                                               | Robertson Ay  |
| Ladislav Kolář, Zdeněk Bureš nebo Karel Mišurec                                                             | Admirál Bum   |
| Kateřina Kolčavová, Karolína Burešová, Vendula Hájková, Elena Juráčková, Alena Juráčková nebo Týna Kučerová | Jane Banksová |
| Dominik Brychta, Petr Šimčák, Lubomír Hrdlička, Josef Gazdík, Adam Gazdík nebo Andrej Antonín Holoubek      | Michael Banks |